# Sergio Pascual
Sergio Pascual Peña, née le 10 juin 1977, est un homme politique espagnol membre de Podemos.
Il est élu député de la circonscription de Séville lors des élections générales de décembre 2015.

## Biographie

### Vie privée
Il est célibataire.

### Études et profession
Il réalise ses études à l'université de Séville où il obtient une licence en ingénierie des télécommunications en 1999. De 1999 à 2000, il travaille comme technicien de l'entreprise privée Abengoa. En 2001, il devient chef au service des inspections de la Junte d'Andalousie. Entre 2005 et 2009, il décroche une licence en anthropologie sociale de l'université nationale d'enseignement à distance (UNED) et un diplôme en observation électorale de l'université de Valence.
Il a travaillé comme assesseur pour le gouvernement de Rafael Correa et a été délégué du syndicat andalou des travailleurs (SAT).

### Activités politiques
Il intègre le mouvement des Indignés puis rejoint Podemos. Lors de la première assemblée citoyenne du parti, en novembre 2014, il devient secrétaire à l'Organisation au sein de la direction de Pablo Iglesias.
Elle est investie tête de liste dans la circonscription de Séville à l'occasion des élections générales de décembre 2015. Sa liste remporte deux des douze mandats en jeu dans la démarcation électorale et il est élu au Congrès des députés. Il préside la commission de l'Équipement pendant la brève législature.
Proche d'Íñigo Errejón, il est accusé par Iglesias d'avoir réalisé une « gestion déficiente dont les conséquences ont gravement nui » au parti et destitué comme secrétaire à l'Organisation le 16 mars 2016. Il est remplacé par Pablo Echenique.
Il est de nouveau investi lors des élections législatives de juin 2016, et réélu au palais des Cortes sous les sigles d'Unidos Podemos, une liste d'union entre Podemos et Izquierda Unida. Il perd la présidence de sa commission et devient simple membre de la commission du Règlement.